# Operaesje Fers
Onder de naam Operaesje Fers is ruim 25 jaar een tweetalige (Fries en Nederlands) dichterstelefoon actief geweest, die van start ging op vrijdag 16 februari 1968. Initiatiefnemers van Operaesje Fers waren de Friese dichters Meindert Bylsma, Josse de Haan en Geart van der Zwaag. Wie het telefoonnummer van Josse de Haan in Herbaijum belde, kreeg een antwoordapparaat te horen dat twee gedichten afspeelde. Het succes was dermate groot, dat de lijnen al spoedig overbelast raakten en 'Operaesje Fers' op last van de PTT tijdelijk moest stoppen. 
In 1969 adviseerde de jury van de Gysbert Japicxpriis aan Gedeputeerde Staten (GS) van Friesland om de provinciale prijs voor literatuur dat jaar toe te kennen aan de Stichting Operaesje Fers. GS namen dat advies niet over, omdat de prijs op reglementaire grond niet kon worden toegekend aan een stichting. 